# Dicraeus longinervis
Dicraeus longinervis är en tvåvingeart som först beskrevs av Becker 1912.  Dicraeus longinervis ingår i släktet Dicraeus och familjen fritflugor. Inga underarter finns listade i Catalogue of Life.